# مسجد درب جوبارة
مسجد درب جوبارة (بالفارسية: مسجد درب جوباره) هو مسجد تاريخي يعود إلى عصر القرن العاشر الهجري، ويقع في أصفهان.